# Halvfardammen
Halvfardammen är en sjö i Härjedalens kommun i Härjedalen och ingår i Ljusnans huvudavrinningsområde. Sjön har en area på 2,18 kvadratkilometer och ligger 422,3 meter över havet. Sjön avvattnas av vattendraget Ljusnan.

## Delavrinningsområde
Halvfardammen ingår i det delavrinningsområde (692687-137648) som SMHI kallar för Utloppet av Halvfardammen. Medelhöjden är 511 meter över havet och ytan är 23,42 kvadratkilometer. Räknas de 315 avrinningsområdena uppströms in blir den ackumulerade arean 2 792,87 kvadratkilometer. Avrinningsområdets utflöde Ljusnan mynnar i havet. Avrinningsområdet består mestadels av skog (71 procent). Avrinningsområdet har 2,18 kvadratkilometer vattenytor vilket ger det en sjöprocent på 9,3 procent.